# جوش فليتر
جوش فليتر (بالإنجليزية: Josh Flitter) ممثل أمريكي من مواليد 25 أغسطس 1994.

## وصلات خارجية
- جوش فليتر على موقع IMDb (الإنجليزية)
- جوش فليتر على موقع قاعدة بيانات الفيلم (الإنجليزية)